# Bruno Banani
Bruno Banani (né Fuahea Semi le 4 décembre 1987 à ʻEua) est un lugeur tongien, qui tient son nom actuel d'une entreprise allemande. En 2014, il devient le premier représentant des Tonga à participer aux Jeux olympiques d'hiver.

## Biographie
Né Fuahea Semi, il est le fils d'un agriculteur qui cultive le manioc.  
Il a changé légalement son nom pour Bruno Banani, dans le cadre d'une stratégie publicitaire de la société éponyme de sous-vêtements et de parfumerie, qui l'a aidé financièrement en retour, lui permettant de s'entraîner avec l'équipe nationale d'Allemagne. En septembre 2012 le président du CIO, Thomas Bach a sévèrement critiqué la démarche, considérant cela comme une idée perverse du marketing et du mauvais goût.
En décembre 2013, Banani s'est qualifié pour la compétition de luge des Jeux olympiques d'hiver de 2014, devenant le premier Tongien à participer aux Jeux d'hiver. Il termine à la trente-deuxième place avec un temps de 3:36:676

## Palmarès
| Date | Compétition                      | Lieu            | Résultat |
| ---- | -------------------------------- | --------------- | -------- |
| 2011 | Championnats du monde            | Cesana Torinese | 36e      |
| 2011 | Championnats pacifico-américains | Calgary         | Bronze   |
| 2012 | Championnats du monde            | Altenberg       | 34e      |
| 2013 | Championnats du monde            | Whistler        | 28e      |
| 2013 | Championnats pacifico-américains | Whistler        | 8e       |
| 2014 | Jeux olympiques                  | Sotchi          | 32e      |